# NGC 2789
NGC 2789 este o hi (21cm) source⁠(d) situată în constelația Racul. A fost descoperită în 1 mai 1862 de către Édouard Stephan⁠(d). Se află la o distanță de 93,6 de megaparseci de Pământ.